# Petrőczy István
Ifjabb, avagy a családfa sorrendjében petrőczi és kászavári báró III. Petrőczy István (1654 – Mosóc, 1712. június 10.) protestáns főúr, kuruc generális.

## Családja
Északnyugat-magyarországi evangélikus főúri család sarja, II., avagy  idősebb Petrőczy István  báró (1623?/1633? –1678 eleje?) és Thököly Erzsébet grófnő (1628–1662. március 22.) fia.  Édesapja a felvidéki protestáns főnemesség vezéralakjaként részt vett a Wesselényi-féle összeesküvésben és a bujdosó kurucok 1672. évi támadásában.  Édesanyja Thököly Imre, a legendás „kuruc király” nagynénje volt, húgát, Petrőczy Kata Szidóniát pedig az első ismert magyar költőnőként tartja számon az irodalomtörténet.
1681 januárjában eljegyezte, majd 1682. november 19-én feleségül vette Révay Imre (†1688. október 24.) Turóc vármegyei főispán és Újfalusi Kata (†1700. december 4.) hajadon leányát, Révay Erzsébet bárónőt. Később, miután emigrációba kényszerült, közel húsz évig külön éltek. Ez időből fennmaradt leveleik szoros érzelmi kapcsolatról tanúskodnak, ám Petrőczy a bujdosásban új asszony mellett vígasztalódott, akitől gyermekei is születtek. Miután 1704-ben hazatért, csak botrányos epizódok után tudta megbékíteni feleségét, aki végül visszafogadta.

## Élete
Unokafivérével, Thököly Imrével együtt tanult az eperjesi evangélikus kollégiumban. 1670 után apjával együtt kényszerült bujdosásra, majd 1678-tól részt vett Thököly Habsburg-ellenes harcaiban. Az 1682-ben  Felső-Magyarország  fejedelmévé lett Thököly Imre egyik legjelentősebb hadvezére. 1690-ben, a keresztényszigeti országgyűlésen, erdélyi honfiúságot nyert. Urát a törökországi száműzetésbe is követte.
Mintegy 19 évi emigráció után, a Rákóczi-szabadságharc második esztendejében, 1704 nyarán tért haza. II. Rákóczi Ferenc vezérlő fejedelem tábornoka, az Udvari Tanács, majd a Szenátus tagja lett. 1707-ben a rózsahegyi evangélikus zsinat világi elnöke volt. A szabadságharc vége felé, 1711 januárjában Lengyelországba távozott, ahonnan még az év nyarán hazatért, élve a szatmári békekötés adta közkegyelemmel. Alig egy év múltán elhunyt, s felesége Necpálon temettette el. Vele a Petróczy család evangélikus hitre tért ága, a Petrőczy-család férfiágon kihalt.
III. Petrőczy István emléke nem múlt el nyomtalanul: A halálát követően olyan híresztelések terjedtek el, hogy egyes, újra szervezkedő kurucok a sírhelyénél titokban találkoznak.